# Episodi di Miss Marple (serie televisiva 2004) (seconda stagione)
La seconda stagione della serie televisiva Miss Marple è stata trasmessa in prima visione in Canada dal 15 gennaio al 5 marzo 2006.
In Italia la stagione è stata trasmessa su Rai 1 dall'11 al 26 luglio 2006.
| nº | Titolo originale             | Titolo italiano             | Prima TV Canada | Prima TV Italia |
| -- | ---------------------------- | --------------------------- | --------------- | --------------- |
| 1  | Sleeping Murder              | Addio, Miss Marple          | 15 gennaio 2006 | 11 luglio 2006  |
| 2  | The Moving Finger            | Il terrore viene per posta  | 5 febbraio 2006 | 26 luglio 2006  |
| 3  | By the Pricking of My Thumbs | Sento i pollici che prudono | 5 febbraio 2006 | 18 luglio 2006  |
| 4  | The Sittaford Mystery        | Un messaggio dagli spiriti  | 5 marzo 2006    | 25 luglio 2006  |

## Addio, Miss Marple
- Titolo originale: Sleeping murder
- Diretto da: Edward Hall
- Scritto da: Stephen Churchett

### Trama
La giovane Gwenda Halliday, decide di comprare una villa affacciata sul mare, ma dopo essere entrata nella casa scopre di esserci già stata. Miss Marple sarà chiamata a investigare sul passato della donna e su un omicidio avvenuto nella residenza diversi anni prima.
- Romanzo: Addio Miss Marple
- Altri interpreti: Russ Abbot (ispettore capo Arthur Primer), Geraldine Chaplin (signora Fane), Phil Davis (Dr. James Alfred Kennedy), Dawn French (Janet Erskine), Martin Kemp (Jackie Afflick), Aidan McArdle (Hugh Hornbeam), Paul McGann (Dickie Erskine), Sophia Myles (Gwenda Halliday), Anna-Louise Plowman (Helen Marsden), Peter Serafinowicz (Walter Fane), Una Stubbs (Edith Pagett), Julian Wadham (Kelvin Halliday), Sarah Parish (Evie Ballantyne), Emilio Doorgasingh (Sergant Desai), Harry Treadaway (George Erskine), Richard Bremmer (signor Sims), Harriet Walter (duchessa di Malfi), Greg Hicks (Ferdinand), Mary Healey (commessa), Helen Coker (Lily Tutt), Nickolas Grace (Lionel Luff), Vince Leigh (Jim Tutt)

## Il terrore viene per posta
- Titolo originale: The moving finger
- Diretto da: Tom Shankland
- Scritto da: Kevin Elyot

### Trama
Il pilota Jerry Burton, per riprendersi da un terribile incidente automobilistico, si trasferisce con la sorella nel tranquillo villaggio di Lymstock. La tranquilla vita di campagna viene interrotta da una serie di lettere diffamatorie, che provocheranno una serie di suicidi sospetti. 
- Romanzo: Il terrore viene per posta
- Altri interpreti: James D'Arcy (Jerry Burton), Ken Russell (reverendo Caleb Dane Calthrop), Frances de la Tour (signora Maud Dane Calthrop), Thelma Barlow (Emily Barton), Jessica Hynes (Aimee Griffith), Sean Pertwee (Dr. Owen Griffith), Imogen Stubbs (Mona Symmington), Harry Enfield (Richard Symmington), Kelly Brook (Elsie Holland), John Sessions (Cardew Pye), Rosalind Knight (Partridge), Emilia Fox (Joanna Burton), Ellen Capron (Agnes Brown), Talulah Riley (Megan Hunter), Angela Curran (Miss Ginch), Keith Allen (ispettore Graves), Stephen Churchett (Coroner)

## Sento i pollici che prudono
- Titolo originale: By the Pricking of My Thumbs
- Diretto da: Peter Medak
- Scritto da: Stewart Harcourt

### Trama
Una signora anziana, ricoverata in una casa di riposo, viene trovata morta in circostanze sospette. Miss Marple aiuterà i suoi parenti a risolvere il mistero.
- Romanzo: Sento i pollici che prudono
- Altri interpreti: Anthony Andrews (Tommy Beresford), Greta Scacchi (Tuppence Beresford), Clare Holman (Miss Packard), Miriam Karlin (Marjorie Moody), June Whitfield (signora Lancaster), Claire Bloom (zia Ada), Steven Berkoff (Freddie Eccles), Patrick Barlow (signor Timothy), O. T. Fagbenle (Chris Murphy), Jody Halse (Amos Perry), Josie Lawrence (Hannah Beresford), Michael Maloney (Dr. Joshua Waters), Michelle Ryan (Rose Waters), Michael Begley (connestabile Ethan Maxwell), Lia Williams (Nellie Bligh), Charles Dance (Septimus Bligh), Bonnie Langford (Betty Johnson), Brian Conley (Eric Johnson), Leslie Phillips (Sir Philip Starke), Eliza Bennett (Nora Johnson), Florence Strickland (Jane Eyre), Chloe Pennington (giovane Hannah), Oliver Jordan (giovane Ethan)

### Curiosità
- Nell'episodio vengono spesso mostrati le locandine di un film di Jane Eyre. Tali locandine, con le dovute modifiche del caso, sono in realtà quelle usate per il film La porta proibita, tratto realmente dal romanzo Jane Eyre.

## Un messaggio dagli spiriti
- Titolo originale: The Sittaford Mystery
- Diretto da: Paul Unwin
- Scritto da: Stephen Churchett

### Trama
Durante una tempesta di neve, alcune persone rimangono bloccate in un hotel in montagna, dove decidono di fare una seduta spiritica, durante la quale viene predetta la morte di Clive Trevelyan, membro del Parlamento, eroe di guerra e futuro primo ministro. Miss Marple è convinta che l'omicidio sia legato a una campagna di scavi avvenuta in Egitto anni prima.
- Romanzo: Un messaggio dagli spiriti
- Altri interpreti: Michael Brandon (Martin Zimmerman), Laurence Fox (James Pearson), Robert Hardy (Winston Churchill), Patricia Hodge (signora Evadne Willett), Paul Kaye (Dr. Ambrose Burt), Matthew Kelly (Donald Garfield/Smith-Jones), Jeffery Kissoon (Ahmed Ghali), Carey Mulligan (Violet Willett), James Murray (Charles Burnaby), Mel Smith (John Enderby), Zoe Telford (Emily Trefusis), Rita Tushingham (Miss Elizabeth Percehouse), James Wilby (Stanley Kirkwood), Timothy Dalton (Clive Trevelyan), Robert Hickson (Arthur Hopkins), Ian Hallard (reporter), Michael Attwell (Archie Stone), Laurence Richardson (giornalista)